# Гардасил
Гардасил (англ. Gardasil) — вакцина против вируса папилломы человека производства компании Merck & Co. Гардасил защищает против вируса папилломы человека 6, 11, 16 и 18 типов. Первые два ответственны за возникновение генитальных кондилом, вторые два — за возникновение рака шейки матки, рака вульвы, рака влагалища (у женщин) и рака пениса, рака ануса (у мужчин).
Девятивалентная вакцина «Гардасил 9» охватывает дополнительные пять типов вируса: 31, 33, 45, 52 и 58.

## Общая информация
Рак шейки матки — второе по частоте среди онкологических заболеваний женщин (после рака молочной железы), и первое — по числу лет сократившейся жизни (24 года).
Достоверно доказана этиопатогенетическая связь между раком шейки матки и онкогенными типами вируса папилломы человека (ВПЧ), передающегося половым путём. На долю «самых злокачественных» 16 и 18 типов ВПЧ приходится 70 % всех случаев рака шейки матки. Эти же типы вируса папилломы человека способны вызывать рак влагалища и вульвы у женщин, анальный и рак полового члена у мужчин.
Гардасил защищает от инфицирования 4 самыми опасными типами вируса папилломы человека: 6, 11, 16, 18, и тем самым, предотвращает возникновение связанных с этими вирусами онкологических заболеваний.
Вакцина Гардасил показана девочкам и женщинам в возрасте от 9 до 26 лет, и мальчикам в возрасте от 9 до 17 лет. Она предназначена только для профилактики, и не применяется для лечения уже существующей патологии. Наиболее эффективна эта вакцинация до начала половой жизни, поэтому чаще всего её делают девочкам 12-13 лет. Курс вакцинации состоит из трёх прививок в дельтовидную мышцу плеча: вторая и третья инъекции вводятся через 2 и 6 месяцев после первой.
По состоянию на 2013 год вакцина зарегистрирована более чем в 125 странах мира, почти в 20 странах входит в национальные календари прививок, в мире распространено 111 миллионов доз препарата. В России вакцина против вируса папилломы человека зарегистрирована 24 ноября 2006 года.
Девятивалентная вакцина «Гардасил 9» охватывает дополнительные пять типов вируса: 31, 33, 45, 52 и 58. В декабре 2014 года «Гардасил 9» был одобрен Управлением по санитарному надзору за качеством пищевых продуктов и медикаментов (FDA) Минздрава США.

## Состав
- Белки ВПЧ типов 6, 11, 16 и 18
- аморфный алюминия гидроксифосфата сульфат (адъювант)
- дрожжевой белок
- L-гистидин
- полисорбат 80
- борат натрия[10][11]

## Безопасность
На март 2014 года во всем мире было использовано более 140 миллионов доз препарата. Вакцина была протестирована на тысячах женщин в возрасте от 9 до 26 лет. Гардасил не содержит ртути, тиомерсала, живых или мертвых вирусов, а только похожие на вирусы частицы, которые не могут размножаться в человеческом организме.
Вакцина имеет незначительные побочные эффекты, такие как болезненность вокруг укола. Кроме того, по сравнению с другими вакцинами, более часто встречается обморок, поэтому после введения вакцины пациенты должны 15 минут сидеть на месте. В общем случае побочные эффекты также могут включать суставные и мышечные боли, усталость, общее недомогание.
Последние данные по безопасности вакцины были опубликованы в Journal of the American Medical Association и рассматривают данные Системы сообщений о побочных действиях вакцин (англ. Vaccine Adverse Event Reporting System) за период с июня 2006 по декабрь 2008 года. Большинство побочных эффектов были незначительны и не превышают фонового уровня для других вакцин. Исключением является более высокие уровни венозной тромбоэмболии и обмороков. Венозная тромбоэмболия была отмечена в 56 сообщениях, что составляет 0,2 случая на 100 тыс. доз препарата и включала 19 случаев тромбоэмболии легочной артерии, 4 из которых закончились летальным исходом. Всего 772 случая были описаны как серьёзные (что составляет 6,2 % от общего числа побочных эффектов, но всего лишь 0,003 % от общего количества доз), включая 32 случая летального исхода (1 случай на 1 млн доз препарата).
Другие побочные реакции: местные реакции (7,5 случаев на 100 тыс. доз), головная боль (4,1 случая на 100 тыс. доз), аллергические реакции (3,1 случаев на 100 тыс. доз) и крапивница (2,6 случая на 100 тыс. доз).
Как отмечают Управление по контролю качества продуктов и лекарств и Центр по контролю и профилактике заболеваний США, когда вводятся миллионы доз вакцин всегда будет шанс того, что некоторые серьёзные побочные эффекты будут происходить в период времени за вакцинацией, однако при этом они не будут связаны с этой вакцинацией. Более 20 женщин умерли после введения Гардасила, однако причиной смертей было не введение вакцины, а иные факторы.
В клинических испытаниях вакцину против ВПЧ Гардасил получили 1 115 беременных женщин. В целом доля беременностей, имевших неблагоприятные исходы, была сравнима у женщин, получивших Гардасил и получивших плацебо
Также была доказана безопасность и эффективность вакцины в клинических испытаниях которые были проведены на более одной тысяче девочек в возрасте от 9 до 15 лет.

## Эффективность
Национальный институт рака заявил что вакцины Гардасил и Церварикс способны почти на 100 % защитить от предраковых изменений рака шейки матки, которые вызваны ВПЧ 16 и 18 типа.
В целом, 6 исследований, проведенные на 20 541 девушках и женщинах в возрасте от 16 до 26 лет доказали эффективность вакцины в вариациях от 97,9 % до 100 %
Также было проведено исследование на 3817 женщин в возрасте от 24 до 45 лет, которое доказало эффективность вакцины Гардасил.
Гардасил является также эффективным у мужчин, обеспечивая защиту от генитальных бородавок, рака анального канала, а также потенциально предраковых поражений, которые вызываются некоторыми типами ВПЧ. Исследование, проводимое на 4055 мальчиках и мужчинах в возрасте от 16 до 26 лет, показало высокую эффективность Гардасила у мужчин, которые не имеют ВПЧ-инфекции до вакцинации.
До 2018 года иммунопрофилактика была разрешена только людям в возрасте 9—26 лет.
В 2018 году Управление по санитарному надзору за качеством пищевых продуктов и медикаментов США одобрила применение вакцины «Гардасил 9» для профилактики вируса папилломы человека у пациентов в возрасте 27—45 лет. Разрешение было выдано после полученных результатов исследования, прошедшего среди 3,2 тыс. женщин в возрасте 27—45 лет. Наблюдение продолжалось в течение 3,5 лет. Введение вакцины обеспечило 88 % защиту от генитальных кондилом, предраковых эпителиальных дисплазий и рака шейки матки, вульвы и влагалища. Заключение об эффективности вакцинации среди мужчин в том же возрасте было сделано на основании данных, собранных в женской группе.